# Yokosuka MXY7
Lo Yokosuka MXY-7 Ohka (桜花? bocciolo di ciliegio) è stato un velivolo militare impiegato dalla Marina giapponese durante l'ultima fase della Seconda guerra mondiale. Dotato di un motore a razzo a propellente solido, era stato disegnato dall'ufficio di progettazione giapponese Kūgishō, il Primo arsenale tecnico aeronavale di Yokosuka
Si trattava di un velivolo specificatamente costruito per essere impiegato dalle unità kamikaze e quindi impiegato dall'Impero giapponese nelle fasi finali della Seconda guerra mondiale. Sebbene i giapponesi si riferissero a tale ordigno con la designazione informale di ohka, espressione che significa letteralmente bocciolo di ciliegio (l'immagine del fiore di ciliegio destinato a separarsi per sempre dall'albero natìo al momento della fioritura ricorda le pratiche adottate dei piloti kamikaze, destinate a separarsi per sempre dai propri compagni e a cadere sul campo di battaglia), i soldati statunitensi assegnarono a tale ordigno il termine giapponese baka (letteralmente pazzo, folle o più correttamente idiota, stupido o sciocco).
L'ordigno presentava una struttura in alluminio con longheroni longitudinali che correvano attraverso la fusoliera e che sostenevano elementi trasversali capaci di resistere alle forze torcenti cui essa era sottoposta. Le sue dimensioni erano alquanto contenute ed il peso era poco superiore alle 4 tonnellate anche per via della carenatura esterna in fogli di alluminio rivettato. Sia la struttura quanto il rivestimento esterno delle piccole ali laterali (che lo rendevano simile per conformazione alle V1 tedesche) erano invece in legno; realizzate in maniera tradizionale (attraverso l'impiego di due longheroni principali e centine) vantavano controlli direttamente collegati alla cloche ma erano prive di ipersostentatori (che avrebbero ridotto la portanza delle ali in caso di atterraggio). A differenza delle V1 impiegate dalla Luftwaffe, la Yokosuka Ohka era un ordigno manovrabile da un pilota alloggiato in un angusto abitacolo dai controlli rudimentali. Egli disponeva infatti di tutti i parametri necessari al volo ma non ad un eventuale atterraggio. La sua principale interfaccia era dunque costituita da una bussola, un indicatore di svolta e slittamento, un altimetro a pressione atmosferica ed un tachimetro. Inoltre egli disponeva di un inclinometro con una scala appositamente modificata considerando che l'ordigno avrebbe dovuto perdere progressivamente quota dal momento del proprio lancio.
Il motore a razzo che lo equipaggiava, infatti, assicurava un'autonomia limitata cosicché esso doveva essere trasportata entro la gittata del suo bersaglio agganciato sotto la carlinga di un bombardiere Mitsubishi G4M "Betty", di un Yokosuka P1Y Ginga "Frances" (Tipo Guidato 22) o, secondo un progetto mai realizzato, di un Nakajima G8N Renzan "Rita" (Trasporto Tipo 43A/B). Una volta rilasciato, il pilota planava inizialmente verso il bersaglio e, una volta sufficientemente vicino, accendeva il motore e si tuffava contro la nave per distruggerla. Data l'alta velocità raggiunta dal velivolo, l'avvicinamento finale era praticamente inarrestabile (specialmente per il Tipo 11). Successive versioni vennero progettate per essere lanciate da basi e caverne costiere ed anche da sommergibili equipaggiati con catapulte aeree, ma nessun esemplare fu mai utilizzato in questa maniera.

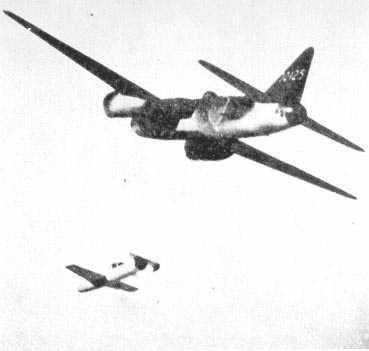
Lancio di un Ohka da parte di un bombardiere Mitsubishi G4M1.

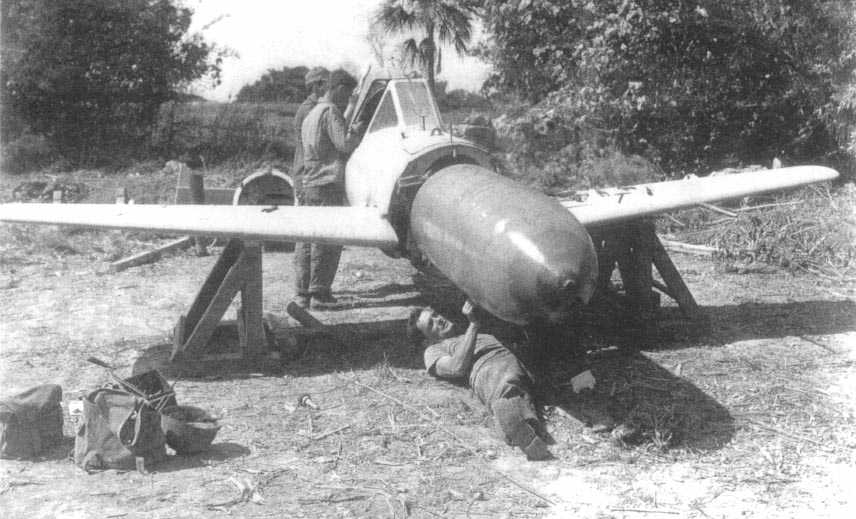
Disarmo della bomba

## Varianti
I primi Ohka operativi (Tipo 11 e Tipo 21) erano equipaggiati con motori a razzo a combustibile solido, che fornivano una notevole velocità (addirittura 800 km/h), ma un'autonomia molto limitata. Questo rappresentava un problema grave, perché era necessario che l'unità che lo trasportava in zona di operazioni si dovesse avvicinare eccessivamente al bersaglio, rendendosi vulnerabile alle difese antiaeree.
L'Ohka Tipo 22 venne progettato per superare questo problema mediante l'utilizzo di un motoreattore, il Tsu-11. Questo motore superò con successo le prove e degli Ohka vennero costruiti per utilizzare questo motore, ma nessuno venne usato operativamente.
Lo stadio finale nello sviluppo degli Ohka fu il Tipo 43, destinato ad essere equipaggiato con un turbojet Ishikawajima Ne-20. Di questa versione furono studiate anche due versioni da addestramento, il K-1 e il K-1 Kai, il primo un aliante ed il secondo equipaggiato con un singolo motore a razzo.

## Impiego operativo
- 21 marzo 1945 — 15 bombardieri Mitsubishi G4M "Betty" armati con Ohka e scortati da circa 30 Mitsubishi A6M "Zero" volano all'attacco del Task Group 58.1 (portaerei Hornet, portaerei Bennington, portaerei Wasp, portaerei leggera USS Belleau Wood). La forza d'attacco viene intercettata e distrutta a 70 miglia dal bersaglio. Tutti i bombardieri sono abbattuti.
- 1º aprile 1945 — 6 Mitsubishi G4M attaccano la flotta statunitense al largo di Okinawa. Almeno uno riesce nell'attacco: il suo Ohka colpisce una delle torrette da 16" della corazzata West Virginia, causando danni estesi. L'ausiliaria Alpine, il trasporto Achernar e il trasporto Tyrrell vengono anch'essi colpiti da attacchi kamikaze ma non è chiaro se attribuirli ad Ohka. Nessuno dei bombardieri fa ritorno.
- 12 aprile 1945 — 9 Mitsubishi G4M attaccano la flotta statunitense al largo di Okinawa. Il cacciatorpediniere Mannert L. Abele viene colpito, si spezza in due ed affonda. Il cacciatorpediniere Jeffers distrugge un Ohka con il fuoco antiaereo a soli 20 metri di distanza, ma l'esplosione risultante è ancora sufficientemente potente da causare danni estesi, obbligando il Jeffers a ritirarsi. Il cacciatorpediniere Stanly viene preso di mira da due Ohka: uno colpisce proprio sopra la linea di galleggiamento, ma la carica attraversa lo scafo sfondando dall'altro lato ed esplodendo fuori dalla nave, causando danni limitati, mentre l'altro Ohka lo manca di stretta misura (falciando la bandiera dello Stanly dalla sua asta) e naufragando in mare. Un bombardiere riesce a fare ritorno.
- 14 aprile 1945 — 7 Mitsubishi G4M attaccano la flotta statunitense al largo di Okinawa. Tutti vengono abbattuti. Non risulta che sia stato lanciato alcun Ohka.
- 16 aprile 1945 — 6 Mitsubishi G4M attaccano la flotta statunitense al largo di Okinawa. Due riescono a rientrare. Nessun Ohka colpisce il suo bersaglio.
- 28 aprile 1945 — 4 Mitsubishi G4M attaccano la flotta statunitense al largo di Okinawa di notte. Uno riesce a fare ritorno. Nessun Ohka colpisce il suo bersaglio.
- 4 maggio 1945 — 7 Mitsubishi G4M attaccano la flotta statunitense al largo di Okinawa. Un Ohka colpisce il ponte del dragamine Shea, causando danni estesi ed alcune perdite; il vascello viene giudicato irreparabile. Il dragamine Gayety viene anch'esso danneggiato da un quasi centro. Un bombardiere riesce a rientrare.
- 11 maggio 1945 — 4 Mitsubishi G4M attaccano la flotta statunitense al largo di Okinawa. Il cacciatorpediniere Hugh W. Hadley viene colpito ed imbarca acqua; verrà poi giudicato irreparabile.
- 25 maggio 1945 — 11 Mitsubishi G4M attaccano la flotta statunitense al largo di Okinawa. Il cattivo tempo forza la maggior parte a rientrare ed i restanti non riescono a colpire i bersagli.
- 22 giugno 1945 — 6 Mitsubishi G4M attaccano la flotta statunitense al largo di Okinawa. Due riescono a rientrare. Nessun Ohka colpisce il suo bersaglio.

### Versioni operative
- Kugisho/Yokosuka MXY-7 "Ohka" Modello 11 (Baka) Attaccante a Razzo Suicida.

### Versioni non operative
- Kugisho/Yokosuka "Ohka" Modello 21 (Baka) Attaccante a Razzo Suicida.
- Kugisho/Yokosuka "Ohka" Modello 22 (Baka) Attaccante a Fanjet Suicida.
- Kugisho/Yokosuka "Ohka" Modello 33 (Baka) Attaccante a Turbojet Suicida.
- Kugisho/Yokosuka "Ohka" Modello 43 Ko (Baka) Attaccante a Turbojet Suicida.
- Kugisho/Yokosuka "Ohka" Modello 43 Otsu (Baka) Attaccante a Turbojet Suicida.
- Kugisho/Yokosuka "Ohka" Modello 53 (Baka) Attaccante a Turbojet Suicida.

### Versioni da addestramento
- Kuugisho/Yokosuka "Ohka" K-1 Addestratore per Attacco Suicida.
- Kuugisho/Yokosuka"Ohka" K-2 Kai Addestratore per Attacco Suicida (o "Ohka" K-1 Modifica "Wakazakura").

## Esemplari attualmente esistenti
Di questo velivolo vennero costruiti circa 850 esemplari, principalmente del Tipo 11. Gli Ohka rimasti includono:
- Type 11 — Royal Air Force Museum, Cosford
- Type 11 — Fleet Air Arm Museum, Yeovilton
- Type 11 — Manchester Air and Space Museum, Manchester
- Type 11 — Defence Explosives Ordinance School, Kent
- Type 11 — Indian Air Museum, New Delhi
- Type 11 — Iruma Air Force Base, Saitama
- Type 11 — USMC Air Ground Museum, Quantico (Virginia)
- Type 11 — Planes of Fame Museum, Valle,Arizona
- Type 22 — Smithsonian National Air and Space Museum, Washington (recentemente restaurato)
- Type 43 K-1 (restaturato per rappresentare un Tipo 11) — National Museum of the United States Air Force, Dayton (Ohio)
- Type 43 K-1 — Navy Memorial Museum, Washington
- Type 43 K-1 Kai — Smithsonian National Air and Space Museum, Washington

## Utilizzatori
Giappone
- Dai-Nippon Teikoku Kaigun Kōkū Hombu